# سیارک ۹۸۲۸
سیارک ۹۸۲۸ (به انگلیسی: 9828 Antimachos، نامگذاری:1973SS) نه هزار و هشتصد و بیست و هشتمین سیارک کشف شده‌است که در ۱۹ سپتامبر ۱۹۷۳ کشف شد.
قدر مطلق سیارک برابر ۱۱٫۷۰ است.